# Griekwastaat

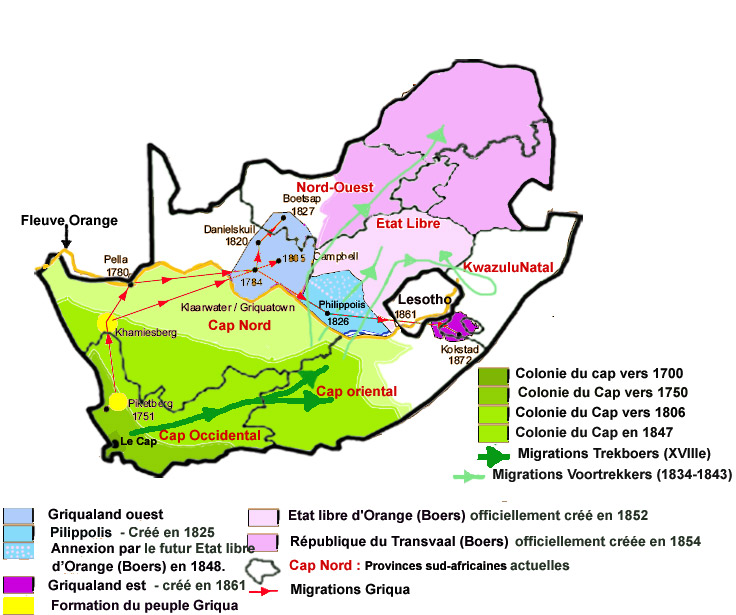
Migratie van de Griekwa (rode lijn)

Griekwastaten waren onafhankelijke staten in het huidige Zuid-Afrika gesticht door de Griekwa, een gemengd volk van voormalig Nederlandse kolonisten, slaven en verafrikaanste inheemse Zuid-Afrikaanse volken van de Khoikhoi, naar hun oorspronkelijke taal ook wel hottentotten genoemd. Zij wilden net als de Boeren het Britse gezag van de Kaapkolonie vermijden en stichtten hun eigen republieken in het binnenland.

## Griekwastaten
- Waterboersland (Griekwastad) (1813 - 27 oktober 1871)
- Cornelis Koksland (1813 - 1857)
- Adam Koksland (Philippolis) (25 december 1825 - 26 december 1861)
- Oost-Griekwaland (26 december 1861 - 1879)
- West-Griekwaland, ook bekend als Republiek Klipdrift (30 juli 1870 - 13 december 1870)